# Lijst van partijleiders van BIJ1
De partijleider van BIJ1 is tijdens de Tweede Kamerverkiezingen de lijsttrekker. Meestal bekleedt de partijleider de functie van fractievoorzitter in de Tweede Kamer. De eerste partijleider en lijsttrekker was Sylvana Simons.

## Partijleiders
| Partijleiders | Partijleiders         | Partijleiders                | Termijn                              | Functie(s) als leider / Overige functie(s)                              | Lijsttrekker |
| ------------- | --------------------- | ---------------------------- | ------------------------------------ | ----------------------------------------------------------------------- | ------------ |
|               | S.H. (Sylvana) Simons | S.H. (Sylvana) Simons (1971) | 24 december 2016 – 16 september 2023 | Lid Tweede Kamer (2021–2023) Fractievoorzitter Tweede Kamer (2021–2023) | 2017 2021    |
|               | E. (Edson) Olf        | E. (Edson) Olf (1986)        | 16 september 2023 – heden            |                                                                         | 2023         |